# Čechy na Letních olympijských hrách 1900
Čechy na olympijských hrách 1900 ve francouzské Paříži reprezentovalo 7 sportovců ve 4 sportech. Byly to první olympijské hry, kterých se Čechy (České království v rámci Rakouska-Uherska) účastnily.

## Medaile
| Jméno               | Disciplína           | Medaile |
| František Janda-Suk | atletika, hod diskem | Stříbro |
| Hedwig Rosenbaumová | tenis, dvouhra       | Bronz   |

## Sporty

### Atletika
| Jméno        | Disciplína                | Umístění                                |
| ------------ | ------------------------- | --------------------------------------- |
| Václav Nový  | běh na 100 metrů          | 1. rozběh – 3. místo (dále nepostoupil) |
| Ondřej Pukl  | běh na 800 metrů          | 3. rozběh – ?. místo (dále nepostoupil) |
| Ondřej Pukl  | běh na 1500 metrů         | 7.–9. místo                             |
| Karel Nedvěd | běh na 400 metrů překážek | 5. místo                                |

| Jméno               | Disciplína | Kvalifikace | Finále  | Umístění |
| ------------------- | ---------- | ----------- | ------- | -------- |
| František Janda-Suk | hod diskem | 35,04 m (2) | 35,14 m | Stříbro  |

### Cyklistika
| Jméno             | Disciplína        | Umístění                                      |
| ----------------- | ----------------- | --------------------------------------------- |
| František Hirsche | sprint na 2 000 m | 4.–8. místo v 1. rozjížďce (dále nepostoupil) |

### Gymnastika
| Jméno           | Disciplína | Umístění  |
| --------------- | ---------- | --------- |
| František Erben | víceboj    | 32. místo |

### Tenis
| Jméno               | Disciplína | Umístění |
| ------------------- | ---------- | -------- |
| Hedwig Rosenbaumová | dvouhra    | Bronz    |